# Patrick Zwaanswijk
Patrick Zwaanswijk (* 17. Januar 1975 in Haarlem) ist ein ehemaliger niederländischer Fußballspieler.

## Karriere
Zwaanswijk begann seine Karriere 1998 beim Erstligisten FC Utrecht. 2003 und 2004 gewann er mit dem Verein den KNVB-Pokal. Sommer 2004 wechselte er zum japanischen Ōita Trinita. Sommer 2005 kehrte er nach Niederlande zurück und unterschrieb einen Vertrag bei NAC Breda. 2008 wurde er mit dem Verein Tabellendritter der Eredivisie. 2010 wechselte er zum australischen Central Coast Mariners. 
Mit dem Verein wurde er 2012/13 australischer Meister. 2013 beendete er seine Karriere als Fußballspieler.

## Erfolge
Central Coast Mariners
- Australischer Meister: 2012/13